# ギャロレット
ギャロレット（Gallorette)は アメリカ合衆国生産・調教のサラブレッド。牝馬ながらも一線級の牡馬に混じって息長く活躍し、アームド・スタイミー・ポリネシアン・アソールトら強豪と数々の熱戦を繰り広げた。アメリカ競馬殿堂馬。20世紀のアメリカ名馬100選では、第45位に選ばれている。

## 戦績
1944年9月にデビューしたギャロレットは、2戦目で勝ち上がるとたちまち3勝を積み重ねる。そして、10月のセリマステークスでは、ブッシャーと生涯唯一の対戦となるが3着に敗れ、最優秀2歳牝馬の座を逃してしまう。
だが、翌年の初戦となった5月の一般戦で後のケンタッキーダービー馬、フープジュニアを4着に破って才能の片鱗を見せると、エイコーンステークスやピムリコオークスでは同世代の牝馬達を一蹴し、更にエンパイアシティーステークスではベルモントステークスの勝ち馬パヴォを破り、ドワイヤーステークスではハナ差の2着など牡馬を相手にしても好勝負を繰り広げた。
同世代の牡馬相手でも互角に渡り合ったギャロレットは、年末にはウエストチェスターハンデキャップ、ピムリコスペシャルステークスなどで当時の強豪古馬のアームドやスタイミーらと対戦するが、この時は勝つには到らず、まだギャロレットの存在はブッシャーの影に隠れていた。
翌年、古馬となったギャロレットは、故障により戦線離脱したブッシャーに代わって大活躍を見せる。メトロポリタンハンデキャップでポリネシアンを破ると、続くブルックリンハンデキャップでは「ギャロレットの生涯最高の競走」と呼ばれる大接戦の末にスタイミーを下した。さらにベルデームハンデキャップでは126ポンド（約57.2キログラム）の斤量で優勝、この年の最優秀古牝馬に選出された。
その後、6歳まで走り続けたギャロレットは、再度スタイミーを破ったクイーンズカウンティハンデキャップを始めに、ウィルソンステークスの連覇、カーターハンデキャップ、ホイットニーハンデキャップなどの勝利で7勝を積み重ねた。通算72戦を消化し、堅実に走って21勝2着20回を記録した。通算獲得賞金の44万5535ドルは、ブッシャーの記録を10万ドル以上更新する、当時の牝馬の新記録だった。
1940年代当時は古牝馬路線が確立されておらず、牝馬は古馬になると牡馬との対戦を強いられていた。そんな中で牡馬の強豪たちと戦い続け、ハンデ戦で次々と一流牡馬を負かしたギャロレットは、大変な人気を集めた馬だった。

## 評価
- おもな勝鞍
  - 1945年 - エイコーンステークス、ブラックアイドスーザンステークス、デラウェアオークス
  - 1946年 - メトロポリタンハンデキャップ、ブルックリンハンデキャップ、ベルデイムステークス
  - 1947年 - クイーンズカウンティハンデキャップ、ウィルソンステークス
  - 1948年 - ウィルソンステークス（連覇）、カーターハンデキャップ、ホイットニーハンデキャップ
- エクリプス賞
  - 1946年 - 最優秀古牝馬部門受賞
- 表彰
  - 1953年 - ピムリコ競馬場にギャロレットハンデキャップステークス (G3) が創設される。
  - 1962年 - アメリカ競馬名誉の殿堂博物館に殿堂馬として選定される。
  - 1999年 - ブラッド・ホースの選ぶ20世紀のアメリカ名馬100選において、45位に選出される。

## 繁殖成績
- Mlle. Lorette（ギャロレットハンデキャップステークス）

## 血統表
| ギャロレットの血統（スウィンフォード系 / Ajax 4×4=12.50%、St.Simon 5x5.5=9.38%、Flying Fox 5x5.5、Isonomy 5x5=6.25%（父内）） | ギャロレットの血統（スウィンフォード系 / Ajax 4×4=12.50%、St.Simon 5x5.5=9.38%、Flying Fox 5x5.5、Isonomy 5x5=6.25%（父内）） | ギャロレットの血統（スウィンフォード系 / Ajax 4×4=12.50%、St.Simon 5x5.5=9.38%、Flying Fox 5x5.5、Isonomy 5x5=6.25%（父内）） | （血統表の出典） | （血統表の出典） |
| 父 Challenger II 1927 鹿毛 イギリス                                                                                           | 父の父Swynford 1907 黒鹿毛 | John o'Gaunt | Isinglass        | Isinglass        |
| 父 Challenger II 1927 鹿毛 イギリス                                                                                           | 父の父Swynford 1907 黒鹿毛 | John o'Gaunt | La Fleche        |                  |
| 父 Challenger II 1927 鹿毛 イギリス                                                                                           | 父の父Swynford 1907 黒鹿毛 | Canterbury Pilgrim | Tristan          | Tristan          |
| 父 Challenger II 1927 鹿毛 イギリス                                                                                           | 父の父Swynford 1907 黒鹿毛 | Canterbury Pilgrim | Pilgrimage       |                  |
| 父 Challenger II 1927 鹿毛 イギリス                                                                                           | 父の母Sword Play 1921 鹿毛 | Great Sport | Gallinule        | Gallinule        |
| 父 Challenger II 1927 鹿毛 イギリス                                                                                           | 父の母Sword Play 1921 鹿毛 | Great Sport | Gondolette       |                  |
| 父 Challenger II 1927 鹿毛 イギリス                                                                                           | 父の母Sword Play 1921 鹿毛 | Flash of Steel | Royal Realm      | Royal Realm      |
| 父 Challenger II 1927 鹿毛 イギリス                                                                                           | 父の母Sword Play 1921 鹿毛 | Flash of Steel | Flaming Vixen    |                  |
| 母 Gallette 1929 鹿毛 アメリカ                                                                                                | 母の父Sir Gallahad III 1920 鹿毛                                                                                              | Teddy | Ajax             | Ajax             |
| 母 Gallette 1929 鹿毛 アメリカ                                                                                                | 母の父Sir Gallahad III 1920 鹿毛                                                                                              | Teddy | Rondeau          |                  |
| 母 Gallette 1929 鹿毛 アメリカ                                                                                                | 母の父Sir Gallahad III 1920 鹿毛                                                                                              | Plucky Liege | Spearmint        | Spearmint        |
| 母 Gallette 1929 鹿毛 アメリカ                                                                                                | 母の父Sir Gallahad III 1920 鹿毛                                                                                              | Plucky Liege | Concertina       |                  |
| 母 Gallette 1929 鹿毛 アメリカ                                                                                                | 母の母Flambette 1918 鹿毛 | Durbar | Rabelais         | Rabelais         |
| 母 Gallette 1929 鹿毛 アメリカ                                                                                                | 母の母Flambette 1918 鹿毛 | Durbar | Armenia          |                  |
| 母 Gallette 1929 鹿毛 アメリカ                                                                                                | 母の母Flambette 1918 鹿毛 | La Flambee | Ajax             | Ajax             |
| 母 Gallette 1929 鹿毛 アメリカ                                                                                                | 母の母Flambette 1918 鹿毛 | La Flambee | Medeah F-No.17-b |                  |